# Lohmühle (Gunzenhausen)
Lohmühle ist ein Gemeindeteil der Stadt Gunzenhausen im Landkreis Weißenburg-Gunzenhausen (Mittelfranken, Bayern). Lohmühle liegt in der Gemarkung Gunzenhausen.

## Lage
Die Einöde liegt in 2,5 km Entfernung südöstlich von Alt-Gunzenhausen.

## Ortsname
Der Name lautete ursprünglich auf Bettelmühle, vielleicht im Sinne einer Mühle, die nicht viel wert / nicht sehr ergiebig ist, oder als Mühle an einem Bettelbach, also einem Bach, der nicht viel Wasser führt und im Sommer leicht austrocknet. Im 19. Jahrhundert kam für die Mühle der Name „Lohmühle“ auf; bezeichnet wird damit eine Mühle, in der Lohe für die Gerber gemahlen wird.

## Geschichte
Die „Pettelmühle“ wird 1468 im Zusammenhang einer familiären Übergabe erstmals genannt. Die Mühle war der Stadt Gunzenhausen gültbar und dem markgräflichen Oberamt Gunzenhausen vogtbar. 1732 heißt es, dass die Mühle abgegangen ist; sie ist aber noch im 18. Jahrhundert wieder in Betrieb. 1835 wird die „Lohmühle, die sogenannte Bettelmühle“ an der Weißenburger Straße aus dem Nachlass eines Rotgerbers versteigert, „bestehend aus Wohnstube, Küche und dem Mühlwerk“, dazu ein kleiner Weiher und ein Gemüsegarten. 1867 erscheint das Anwesen als Bettelmühle mit 3 Einwohnern in 1 Gebäude, 1906 als Lohmühle.
1961 zählte man in den zwei Wohngebäuden der Mühle 14 Einwohner.